# S/2003 J 16
S/2003 J 16 هو قمر طبيعي غير نظامي يتحرك بحركة تراجعية تابع لكوكب المشتري.
و ينتمي هذا القمر إلى مجموعة أنانك التي يعتقد أنها بقايا تفكك شمسي حيث أن جميعها بالتالي لها أصل مشترك.

## اكتشافه
تم اكتشافه من قبل فريق من علماء الفلك بقيادة بريت جلادمان في عام 2003 للميلاد، وتمت تسميته حينها مؤقتاً S/2003 J 16 إلى حين إعطائه اسماً رسمياً وهو ما لم يتم إلى الآن.

## خصائصه
يدور هذا القمر حول كوكب المشتري على مسافة متوسطة تبلغ 19,088 ميغامتر في 610.362 يوماً، بزاوية ميل يبلغ قدرها 151 درجة في اتجاه(° 149 من خط الاستواء في المشتري) حسب مسير الشمس مع شذوذ مداري يبلغ قدره 0.3185 .
يبلغ قطر هذا القمر حوالي كيلومترين اثنين.